# Josef Stauffer
Josef Stauffer (* 19. März 1817 in Großweikersdorf; † 13. Oktober 1894 in Wien) war ein österreichischer Architekt und Bauingenieur.

## Leben
Josef Stauffer war das älteste von zehn Kindern eines Maurermeisters und Landwirtes. Die Familie war gut situiert und schon seit Generationen in Großweikersdorf ansässig. Bereits der Urgroßvater war hier Maurermeister und so lag es nahe, dass auch Josef Stauffer eine Maurerlehre ablegte und seit Anfang der 1830er Jahre in Wien als Maurer, Polier und Bauzeichner arbeitete. Neben seiner beruflichen Tätigkeit bildete er sich weiter aus, besuchte Zeichenkurse und absolvierte ein Praktikum bei Eduard Frauenfeld sen. und ein weiteres bei dem Baumeister Jakob Hainz. Von 1833 bis 1834 besuchte er die Graveurschule und von 1844 bis 1846 die Architekturschule der Akademie der bildenden Künste Wien.
1839 entschloss er sich schließlich für ein Studium am Polytechnikum, beendete aber seine praktische Tätigkeit nicht. Nach dem Studium am Polytechnikum ging er 1845 an die Akademie der bildenden Künste Wien, wo er bei Peter von Nobile, August Sicard von Sicardsburg und Eduard van der Nüll ein Architekturstudium absolvierte.
Von 1845 bis 1887 war er Hauptverantwortlicher der „Freiherrlichen Sina’schen Baukanzley“, die für die Erhaltung des Immobilienbesitzes der Familie Sina sowie für Neuplanungen und deren Ausführung zuständig war. In dieser Funktion wirkte er unter anderem beim Haus „Zum weißen Adler“ im 3. Wiener Gemeindebezirk mit, das 1858/59 vom Baumeister Eduard Frauenfeld errichtet wurde und bei dem die Gestaltung der Fassaden dem gebogene Verlauf der Straße folgt.
Josef Stauffer führte das Palais Sina 1859/60 nach Plänen von Theophil Hansen aus und gestaltete 1871 für die Familie Sina das Palais Erzherzog Carl um. Auf den Landgütern der Familie Sima in Böhmen, Mähren, der Slowakei und Ungarn errichtete Stauffer Fabriks-, Wasser- und Straßenbauten und führte Glas- und Gewächshäuser in Rappoltenkirchen (heute Gemeinde Sieghartskirchen) und Eichhorn (Veverská Bítýška)aus.